# 버밍햄 아이언
| 버밍햄 아이언 |                        |
| 컨퍼런스      | 동부 컨퍼런스          |
| 설립연도      | 2018년                 |
| 해체연도      | 2019년                 |
| 역사          | 버밍햄 아이언 (2019년) |
| 경기장        | 리전 필드              |
| 연고지        | 앨라배마주 버밍햄      |
| 상징색        | 검정, 은, 흰색         |
| 단장          | 조 펜드리              |
| 감독          | 팀 루이스              |
| 리그 우승     |                        |
| 컨퍼런스 우승 |                        |

버밍햄 아이언(Birmingham Iron)는 미국 앨라배마주 버밍햄을 연고지로 하는 2019년 AAF 동부 컨퍼런스 소속되었던 미식축구 팀이다. 홈 경기장은 조지아 리전 필드이다.